# Эшме (Ошская область)
Эшме (кирг. Эшме) — село в Кара-Сууском районе Ошской области Кыргызстана. Входит в состав Катта-Талдыкского айылного аймака.

## География
Село расположено в северо-западной части области, на расстоянии приблизительно 18 километров (по прямой) к юго-востоку от города Кара-Суу, административного центра района. Абсолютная высота — 1146 метров над уровнем моря.

## Население
Согласно оценочным данным Национального статистического комитета Кыргызской Республики, численность населения села на начало 2023 года составляла 1797 человека.
| год     | 2009 | 2014 | 2015 | 2020 | 2021 | 2023 |
| ------- | ---- | ---- | ---- | ---- | ---- | ---- |
| человек | 722  | 1030 | 1027 | 1131 | 1157 | 1797 |